# Gato acosado
Gato acosado es un cartón para tapiz de la sexta serie de Francisco de Goya, diseñada para el dormitorio de las infantas en el Palacio del Pardo.

## Análisis
Dos majos intentan hacer bajar a un gato del árbol, mientras unos transeúntes observan detenidamente la escena. Un perro colabora con los hombres. El cuadro se organiza a través de diagonales ascendentes y rompe con el esquema triangular que había caracterizado las primeras composiciones de Goya. La pincelada rápida y el efecto de mancha son claros síntomas de que se trata de un boceto. La contraluz en primer plano recuerda a algunos de los mejores cartones de Goya, como El quitasol.
Es compañero de serie de Merienda campestre, La pradera de San Isidro y La gallina ciega, de las que únicamente se convirtió en tapiz la primera. En todas estas composiciones el tema principal es el de la romería, común a muchos cuadros de Goya aun fuera de los cartones para tapices.